# Cardita
La cardita és un mineral de la classe dels arsenats.

## Característiques
La cardita és un arsenat de fórmula química Zn5,5(AsO₄)₂(AsO₃OH)(OH)₃(H₂O)₃. Va ser aprovada com a espècie vàlida per l'Associació Mineralògica Internacional l'any 2016. Cristal·litza en el sistema ortoròmbic. Aquest mineral presenta un nou tipus d'estructura, i es tracta del primer arsenat-hidroxiarsenat de zinc mineral. Químicament és similar a la koritnigita, un altre hidroxiarsenat de zinc.

## Formació i jaciments
Va ser descoberta a Broken Hill, al comtat de Yancowinna, a Nova Gal·les del Sud (Austràlia). Es tracta de l'únic indret on ha estat trobada aquesta espècie mineral.